# The Force Dimension
The Force Dimension is een Nederlandse band in het EBM-genre. De band werd in 1987 opgericht door Tycho de Groot (zang, elektronische muziek), Rene van Dijck (keyboards) en Armin Elmensdorp (experimentele geluiden).
Aanvankelijk maakte de band experimentele, industriële muziek en is er in 1988, in samenwerking met het industrial-project De Fabriek, een kunstzinnig vormgegeven 7" single uitgegeven. Na een koerswijziging richting Electronic Body Music verliet Armin Elmensdorp de band en kwam de groep onder contract van het Belgische KK Records te staan.
Van het titelloze debuutalbum "The Force Dimension", bestaan twee versies, een blauwe, geproduceerd door de Belgische producer Luc Van Acker, en een rode, geproduceerd door de band zelf. Op dit album zijn nog duidelijke verwijzingen naar electro-industrial music te horen.
Het tweede album, Deus Ex Machina, bevat hoofdzakelijk melodieuze EBM.
Gedurende deze periode (1989-1992) trad de band veelvuldig op, mede ook als support-act van bands als The Neon Judgement en The Klinik.
In 1996 maakte The Force Dimension, nu weer met oud-bandlid Elmensdorp, een cd getiteld Kitty Hawk, dat zowel remixen van muziekstukken uit de experimentele beginfase als nieuwe nummers bevatte.
Na hun tienjarig jubileum in 1997 viel de band uit elkaar. In 2011 werd een poging tot een reünie ondernomen, maar deze mislukte.  In 2013 werd echter nog een poging tot herstart ondernomen, nu met een andere bezetting: Rene van Dijck (synthesizers, vocals) en Betty Correa (vocals, gitaar, percussie). In deze bezetting gaat The Force Dimension in december 2014 op het Belgische BIMfest spelen en staat er een nieuw album voor 2015 gepland.

## Discografie

### Albums
- 1989, The Force Dimension (KK Records)
- 1990, Deus Ex Machina (KK Records)
- 1996, Kitty Hawk (Subtronic Records)

### Compilaties
- 1992, 12 Inch Singles (KK Records)
- 2015, MM020 (Minimal Maximal)

### Singles
- 1988, Fabrieksforce (7"-single uitgebracht onder de naam De Fabriek) (De Fabriek)
- 1989, Tension (KK Records)
- 1989, Dust (KK Records)
- 1990, Algorhythm (KK Records)
- 1991, New Funk (KK Records)
- 2015, Crushed By The Chips (TFD Music)